# Witalij Pawłow
Witalij Grigorjewicz Pawłow, ros. Виталий Григорьевич Павлов (ur. 17 września?/30 września 1914 w Barnaule, zm. 11 kwietnia 2005 w Moskwie) – generał major, funkcjonariusz radzieckich służb specjalnych KGB, szef przedstawicielstwa KGB w Polsce.

## Życiorys
Po ukończeniu szkoły (1930), pracował w Zakładach Naprawy Parowozów w Barnaule. W 1938 został absolwentem Sybirskiego Instytutu Drogownictwa (Сибирский автодорожный институт) w Omsku, i wcielony do pracy w organach NKWD ZSRR. Skierowany na Kurs przy Centralnej Szkole NKWD oraz do Szkoły Specjalnego Znaczenia (Школa особого назначения) Gł. Zarządu BP NKWD. Po ich ukończeniu powierzono mu funkcję stażysty Sekcji Amerykańskiej 5 Wydziału, detektywa, zastępcy naczelnika 1 Sekcji 5 Wydziału GZBP NKWD (1940).
W czasie II wojny światowej jako z-ca nacz. 2 Sekcji 3 Wydziału I Zarządu NKWD, m.in. przebywał pod przykryciem kuriera dyplomatycznego w USA (operacja „Śnieg”).
Kierował rezydenturą NKWD/NKGB w Kanadzie (1942–1945), zajmując oficjalnie stanowisko I sekretarza i kierującego Wydziałem Konsularnym Poselstwa ZSRR. W 1945 został uznany za osobę non grata i wydalony z Kanady. Pełnił funkcję nacz. Sekcji Wydziału Informacyjnego I Zarządu Gł. MGB (1946–), st. pomocnikiem nacz. 1 Wydziału 5 Zarządu, st. pomocnikiem nacz., z-cą nacz., nacz. Wydz. Amerykańskiego Wywiadu Nielegalnego Komitetu Informacji przy RM ZSRR (1949-1952), nacz. 1 Wydziału I Zarządu I Zarządu Gł. MGB ZSRR (1952–1953), nacz. Wydziału Nielegalnego, z-cą nacz. 1 Wydziału II Zarz. Gł. MWD (1953–1954); w 1954 kontrolował rezydentury w Austrii, we Włoszech, Szwajcarii, Francji i Belgii; z-ca nacz., nacz. Zarządu Specjalnego I Zarz. Gł. KGB (1959–1961), z-ca nacz. I Zarz. Gł. KGB (1961–1966); rezydentem KGB w Austrii (1966-1970), nacz. Instytutu KGB im. Andropowa (Краснознамённый имени Ю. В. Андропова институт КГБ СССР) (1971–1973); kierownikiem Grupy „Narew” KGB w Warszawie (1973–1984). W 1984 został awansowany na generała. W 1987 przeszedł na emeryturę.
W książce pt. Byłem rezydentem KGB opisał kulisy swojej pracy.

## Odznaczenia
- Order Lenina
- Order Rewolucji Październikowej
- Order Czerwonego Sztandaru
- Order Czerwonego Sztandaru Pracy
- Order Wojny Ojczyźnianej I klasy
- Order Czerwonej Gwiazdy
- Odznaka „Honorowy Funkcjonariusz Bezpieczeństwa”

I medale.